# Survivor Series 1994
Survivor Series (1994) was een professioneel worstel-pay-per-view (PPV) evenement dat georganiseerd werd door de World Wrestling Federation (WWF, nu WWE). Het was de 8e editie van Survivor Series en vond plaats op 23 november 1994 op Thanksgiving Eve in het Freeman Coliseum in San Antonio, Texas. Dit was het laatste evenement van Survivor Series dat plaatsvond op de dagen van Thanksgiving.

## Matches
| Nr. | Match | Winnaar(s)              | Opmerkingen                                                   | Bron  |
| --- | --- | ----------------------- | ------------------------------------------------------------- | ----- |
| 1D  | Bob Holly vs. Kwang (met Harvey Wippleman) | Bob Holly               | Eén-op-één Dark match.                                        | [ 2 ] |
| 2   | The Bad Guys (The 1-2-3 Kid, The British Bulldog, Fatu, Razor Ramon & Sione) (met Afa en Lou Albano) vs. The Teamsters (Diesel, Jeff Jarrett, Jim Neidhart, Owen Hart & Shawn Michaels)                                  | The Bad Guys            | 5-tegen-5 Survivor Series elimination match.                  | [ 2 ] |
| 3   | The Royal Family (Cheesy, Jerry Lawler, Queasy en Sleazy) vs. Clowns R' Us (Dink the Clown, Doink the Clown, Pink the Clown & Wink the Clown)                                                                            | The Royal Family        | 4-tegen-4 Survivor Series elimination match.                  | [ 2 ] |
| 4   | Bob Backlund (met Owen Hart) vs. Bret Hart (c) (met The British Bulldog) | Bob Backlund (nc)       | Submission match voor het WWF World Heavyweight Championship. | [ 2 ] |
| 5   | The Million Dollar Team (Bam Bam Bigelow, Jimmy Del Ray, King Kong Bundy, Tatanka & Tom Prichard) (met Jim Cornette en Ted DiBiase) vs. Guts and Glory (Adam Bomb, Bart Gunn, Billy Gunn, Lex Luger & Mabel) (met Oscar) | The Million Dollar Team | 5-tegen-5 Survivor Series elimination match.                  | [ 2 ] |
| 6   | The Undertaker (met Paul Bearer) vs. Yokozuna (met Jim Cornette en Mr. Fuji) | The Undertaker          | Casket match met Chuck Norris als Special Guest Referee.      | [ 2 ] |